# Rothschild di Napoli
I Rothschild di Napoli furono il ramo della famiglia di banchieri ebrei Rothschild attivo nel Regno delle Due Sicilie.

## Storia
La linea discende da Calmann (Carl) Mayer von Rothschild (1788–1855) che nel 1821 venne inviato da Francoforte sul Meno a Napoli dal padre Mayer Amschel Rothschild. Desideroso che i suoi figli avessero successo e per ampliare l'azienda di famiglia in tutta Europa, Mayer Amschel Rothschild aveva disposto che il suo primogenito rimanesse a Francoforte, mentre i suoi altri quattro figli andassero in diverse città europee per fondare un istituto finanziario per investire in business e fornire servizi bancari.
L'endogamia all'interno della famiglia era una parte essenziale della strategia dei Rothschild, al fine di assicurare che il controllo della loro ricchezza rimanesse nelle mani della famiglia. Attraverso i loro sforzi di collaborazione, i Rothschild salirono alla ribalta in una varietà di tentativi, compresi i prestiti bancari, titoli di Stato ed il commercio di lingotti. I loro finanziamenti offrivano opportunità di investimento e nel corso del XIX secolo diventarono i principali soggetti interessati nel settore minerario su larga scala e le imprese di trasporto ferroviario furono fondamentali per la rapida espansione dell'economia industriale d'Europa.
Nel 1820, la banca N M Rothschild & Sons era già operativa con successo a Londra nel Regno Unito, de Rothschild Frères a Parigi, e SM von Rothschild a Vienna, in Austria, dove Salomon Mayer von Rothschild diventò un potente alleato del principe austriaco Klemens von Metternich. Nel marzo del 1821, in aiuto del re Ferdinando I, l'esercito austriaco entrò nel Regno delle Due Sicilie ed occupò Napoli. Questo evento aprì la porta agli interessi dei Rothschild e Carl von Rothschild fu inviato a Napoli dove fondò la C M de Rothschild & Figli affinché operasse da ufficio satellite del quartier generale della Famiglia bancaria Rothschild di Germania a Francoforte sul Meno.

## Albero genealogico
|  |  |                                             |                                             |                                             |                                             |                                             |                                             |  |  |                                                       |                                                       |                                                       |                                                       |                                                       |                                                       |  |  |                                                                                          |                                                                                          |                                                                                          |                                                                                          |                                                                                          |                                                                                          |                                        |                                        |                                                           |                                                           |                                                                 |                                                                 |                                                                 |                                                                 | Mayer Amschel Rothschild ( 1744 - 1812 ) banchiere fondatore della dinastia | Mayer Amschel Rothschild ( 1744 - 1812 ) banchiere fondatore della dinastia | Mayer Amschel Rothschild ( 1744 - 1812 ) banchiere fondatore della dinastia | Mayer Amschel Rothschild ( 1744 - 1812 ) banchiere fondatore della dinastia | Mayer Amschel Rothschild ( 1744 - 1812 ) banchiere fondatore della dinastia | Mayer Amschel Rothschild ( 1744 - 1812 ) banchiere fondatore della dinastia |                                                            |                                                            | Gertrude Schnapper (1753-1849)                             | Gertrude Schnapper (1753-1849)                             | Gertrude Schnapper (1753-1849)                  | Gertrude Schnapper (1753-1849)                  | Gertrude Schnapper (1753-1849)   | Gertrude Schnapper (1753-1849)   |                                  |                                  |                                      |                                      |                                      |                                      |                                      |                                      |                                         |                                         |                                                       |                                                       |                                                       |                                                       |                                                       |                                                       |                                     |                                     |                                     |                                     |                                     |                                     |                                           |                                           |                                           |                                           |                                             |                                             |                                             |                                             | | | | | | |                                                          |                                                          |                                                          |                                                          |                                                      |                                                      |                                                      |                                                      |  |  |  |  |                                         |                                         |                                         |                                         |                                         |                                         |  |  |                                                                             |                                                                             |                                                                             |                                                                             |                                                                             |                                                                             |  |  |  |  |  |  |  |  |  |  |  |  |  |  |  |  |
|  |  |                                             |                                             |                                             |                                             |                                             |                                             |  |  |                                                       |                                                       |                                                       |                                                       |                                                       |                                                       |  |  |                                                                                          |                                                                                          |                                                                                          |                                                                                          |                                                                                          |                                                                                          |                                        |                                        |                                                           |                                                           |                                                                 |                                                                 |                                                                 |                                                                 | Mayer Amschel Rothschild ( 1744 - 1812 ) banchiere fondatore della dinastia | Mayer Amschel Rothschild ( 1744 - 1812 ) banchiere fondatore della dinastia | Mayer Amschel Rothschild ( 1744 - 1812 ) banchiere fondatore della dinastia | Mayer Amschel Rothschild ( 1744 - 1812 ) banchiere fondatore della dinastia | Mayer Amschel Rothschild ( 1744 - 1812 ) banchiere fondatore della dinastia | Mayer Amschel Rothschild ( 1744 - 1812 ) banchiere fondatore della dinastia |                                                            |                                                            | Gertrude Schnapper (1753-1849)                             | Gertrude Schnapper (1753-1849)                             | Gertrude Schnapper (1753-1849)                  | Gertrude Schnapper (1753-1849)                  | Gertrude Schnapper (1753-1849)   | Gertrude Schnapper (1753-1849)   |                                  |                                  |                                      |                                      |                                      |                                      |                                      |                                      |                                         |                                         |                                                       |                                                       |                                                       |                                                       |                                                       |                                                       |                                     |                                     |                                     |                                     |                                     |                                     |                                           |                                           |                                           |                                           |                                             |                                             |                                             |                                             | | | | | | |                                                          |                                                          |                                                          |                                                          |                                                      |                                                      |                                                      |                                                      |  |  |  |  |                                         |                                         |                                         |                                         |                                         |                                         |  |  |                                                                             |                                                                             |                                                                             |                                                                             |                                                                             |                                                                             |  |  |  |  |  |  |  |  |  |  |  |  |  |  |  |  |
|  |  |                                             |                                             |                                             |                                             |                                             |                                             |  |  |                                                       |                                                       |                                                       |                                                       |                                                       |                                                       |  |  |                                                                                          |                                                                                          |                                                                                          |                                                                                          |                                                                                          |                                                                                          |                                        |                                        |                                                           |                                                           |                                                                 |                                                                 |                                                                 |                                                                 |                                                                             |                                                                             |                                                                             |                                                                             |                                                                             |                                                                             |                                                            |                                                            |                                                            |                                                            |                                                 |                                                 |                                  |                                  |                                  |                                  |                                      |                                      |                                      |                                      |                                      |                                      |                                         |                                         |                                                       |                                                       |                                                       |                                                       |                                                       |                                                       |                                     |                                     |                                     |                                     |                                     |                                     |                                           |                                           |                                           |                                           |                                             |                                             |                                             |                                             | | | | | | |                                                          |                                                          |                                                          |                                                          |                                                      |                                                      |                                                      |                                                      |  |  |  |  |                                         |                                         |                                         |                                         |                                         |                                         |  |  |                                                                             |                                                                             |                                                                             |                                                                             |                                                                             |                                                                             |  |  |  |  |  |  |  |  |  |  |  |  |  |  |  |  |
|  |  |                                             |                                             |                                             |                                             |                                             |                                             |  |  |                                                       |                                                       |                                                       |                                                       |                                                       |                                                       |  |  |                                                                                          |                                                                                          |                                                                                          |                                                                                          |                                                                                          |                                                                                          |                                        |                                        |                                                           |                                                           |                                                                 |                                                                 |                                                                 |                                                                 |                                                                             |                                                                             |                                                                             |                                                                             |                                                                             |                                                                             |                                                            |                                                            |                                                            |                                                            |                                                 |                                                 |                                  |                                  |                                  |                                  |                                      |                                      |                                      |                                      |                                      |                                      |                                         |                                         |                                                       |                                                       |                                                       |                                                       |                                                       |                                                       |                                     |                                     |                                     |                                     |                                     |                                     |                                           |                                           |                                           |                                           |                                             |                                             |                                             |                                             | | | | | | |                                                          |                                                          |                                                          |                                                          |                                                      |                                                      |                                                      |                                                      |  |  |  |  |                                         |                                         |                                         |                                         |                                         |                                         |  |  |                                                                             |                                                                             |                                                                             |                                                                             |                                                                             |                                                                             |  |  |  |  |  |  |  |  |  |  |  |  |  |  |  |  |
|  |  |                                             |                                             |                                             |                                             |                                             |                                             |  |  |                                                       |                                                       |                                                       |                                                       |                                                       |                                                       |  |  | Kalmann "Carl" Mayer von Rothschild (1788-1855) banchiere fondatore del «ramo di Napoli» | Kalmann "Carl" Mayer von Rothschild (1788-1855) banchiere fondatore del «ramo di Napoli» | Kalmann "Carl" Mayer von Rothschild (1788-1855) banchiere fondatore del «ramo di Napoli» | Kalmann "Carl" Mayer von Rothschild (1788-1855) banchiere fondatore del «ramo di Napoli» | Kalmann "Carl" Mayer von Rothschild (1788-1855) banchiere fondatore del «ramo di Napoli» | Kalmann "Carl" Mayer von Rothschild (1788-1855) banchiere fondatore del «ramo di Napoli» |                                        |                                        | Adelheid Herz (1800-1853)                                 | Adelheid Herz (1800-1853)                                 | Adelheid Herz (1800-1853)                                       | Adelheid Herz (1800-1853)                                       | Adelheid Herz (1800-1853)                                       | Adelheid Herz (1800-1853)                                       |                                                                             |                                                                             |                                                                             |                                                                             | Adolph Carl von Rothschild (1823-1900) vedi ramo di Vienna                  | Adolph Carl von Rothschild (1823-1900) vedi ramo di Vienna                  | Adolph Carl von Rothschild (1823-1900) vedi ramo di Vienna | Adolph Carl von Rothschild (1823-1900) vedi ramo di Vienna | Adolph Carl von Rothschild (1823-1900) vedi ramo di Vienna | Adolph Carl von Rothschild (1823-1900) vedi ramo di Vienna |                                                 |                                                 | Julie von Rothschild (1830-1907) | Julie von Rothschild (1830-1907) | Julie von Rothschild (1830-1907) | Julie von Rothschild (1830-1907) | Julie von Rothschild (1830-1907)     | Julie von Rothschild (1830-1907)     |                                      |                                      |                                      |                                      | Wilhelm Carl von Rothschild (1828-1901) | Wilhelm Carl von Rothschild (1828-1901) | Wilhelm Carl von Rothschild (1828-1901)               | Wilhelm Carl von Rothschild (1828-1901)               | Wilhelm Carl von Rothschild (1828-1901)               | Wilhelm Carl von Rothschild (1828-1901)               |                                                       |                                                       | Mathilde von Rothschild (1832-1924) | Mathilde von Rothschild (1832-1924) | Mathilde von Rothschild (1832-1924) | Mathilde von Rothschild (1832-1924) | Mathilde von Rothschild (1832-1924) | Mathilde von Rothschild (1832-1924) |                                           |                                           |                                           |                                           |                                             |                                             |                                             |                                             | | | | | | |                                                          |                                                          |                                                          |                                                          |                                                      |                                                      |                                                      |                                                      |  |  |  |  |                                         |                                         |                                         |                                         |                                         |                                         |  |  |                                                                             |                                                                             |                                                                             |                                                                             |                                                                             |                                                                             |  |  |  |  |  |  |  |  |  |  |  |  |  |  |  |  |
|  |  |                                             |                                             |                                             |                                             |                                             |                                             |  |  |                                                       |                                                       |                                                       |                                                       |                                                       |                                                       |  |  | Kalmann "Carl" Mayer von Rothschild (1788-1855) banchiere fondatore del «ramo di Napoli» | Kalmann "Carl" Mayer von Rothschild (1788-1855) banchiere fondatore del «ramo di Napoli» | Kalmann "Carl" Mayer von Rothschild (1788-1855) banchiere fondatore del «ramo di Napoli» | Kalmann "Carl" Mayer von Rothschild (1788-1855) banchiere fondatore del «ramo di Napoli» | Kalmann "Carl" Mayer von Rothschild (1788-1855) banchiere fondatore del «ramo di Napoli» | Kalmann "Carl" Mayer von Rothschild (1788-1855) banchiere fondatore del «ramo di Napoli» |                                        |                                        | Adelheid Herz (1800-1853)                                 | Adelheid Herz (1800-1853)                                 | Adelheid Herz (1800-1853)                                       | Adelheid Herz (1800-1853)                                       | Adelheid Herz (1800-1853)                                       | Adelheid Herz (1800-1853)                                       |                                                                             |                                                                             |                                                                             |                                                                             | Adolph Carl von Rothschild (1823-1900) vedi ramo di Vienna                  | Adolph Carl von Rothschild (1823-1900) vedi ramo di Vienna                  | Adolph Carl von Rothschild (1823-1900) vedi ramo di Vienna | Adolph Carl von Rothschild (1823-1900) vedi ramo di Vienna | Adolph Carl von Rothschild (1823-1900) vedi ramo di Vienna | Adolph Carl von Rothschild (1823-1900) vedi ramo di Vienna |                                                 |                                                 | Julie von Rothschild (1830-1907) | Julie von Rothschild (1830-1907) | Julie von Rothschild (1830-1907) | Julie von Rothschild (1830-1907) | Julie von Rothschild (1830-1907)     | Julie von Rothschild (1830-1907)     |                                      |                                      |                                      |                                      | Wilhelm Carl von Rothschild (1828-1901) | Wilhelm Carl von Rothschild (1828-1901) | Wilhelm Carl von Rothschild (1828-1901)               | Wilhelm Carl von Rothschild (1828-1901)               | Wilhelm Carl von Rothschild (1828-1901)               | Wilhelm Carl von Rothschild (1828-1901)               |                                                       |                                                       | Mathilde von Rothschild (1832-1924) | Mathilde von Rothschild (1832-1924) | Mathilde von Rothschild (1832-1924) | Mathilde von Rothschild (1832-1924) | Mathilde von Rothschild (1832-1924) | Mathilde von Rothschild (1832-1924) |                                           |                                           |                                           |                                           |                                             |                                             |                                             |                                             | | | | | | |                                                          |                                                          |                                                          |                                                          |                                                      |                                                      |                                                      |                                                      |  |  |  |  |                                         |                                         |                                         |                                         |                                         |                                         |  |  |                                                                             |                                                                             |                                                                             |                                                                             |                                                                             |                                                                             |  |  |  |  |  |  |  |  |  |  |  |  |  |  |  |  |
|  |  |                                             |                                             |                                             |                                             |                                             |                                             |  |  |                                                       |                                                       |                                                       |                                                       |                                                       |                                                       |  |  |                                                                                          |                                                                                          |                                                                                          |                                                                                          |                                                                                          |                                                                                          |                                        |                                        |                                                           |                                                           |                                                                 |                                                                 |                                                                 |                                                                 |                                                                             |                                                                             |                                                                             |                                                                             |                                                                             |                                                                             |                                                            |                                                            |                                                            |                                                            |                                                 |                                                 |                                  |                                  |                                  |                                  |                                      |                                      |                                      |                                      |                                      |                                      |                                         |                                         |                                                       |                                                       |                                                       |                                                       |                                                       |                                                       |                                     |                                     |                                     |                                     |                                     |                                     |                                           |                                           |                                           |                                           |                                             |                                             |                                             |                                             | | | | | | |                                                          |                                                          |                                                          |                                                          |                                                      |                                                      |                                                      |                                                      |  |  |  |  |                                         |                                         |                                         |                                         |                                         |                                         |  |  |                                                                             |                                                                             |                                                                             |                                                                             |                                                                             |                                                                             |  |  |  |  |  |  |  |  |  |  |  |  |  |  |  |  |
|  |  |                                             |                                             |                                             |                                             |                                             |                                             |  |  |                                                       |                                                       |                                                       |                                                       |                                                       |                                                       |  |  |                                                                                          |                                                                                          |                                                                                          |                                                                                          |                                                                                          |                                                                                          |                                        |                                        |                                                           |                                                           |                                                                 |                                                                 |                                                                 |                                                                 |                                                                             |                                                                             |                                                                             |                                                                             |                                                                             |                                                                             |                                                            |                                                            |                                                            |                                                            |                                                 |                                                 |                                  |                                  |                                  |                                  |                                      |                                      |                                      |                                      |                                      |                                      |                                         |                                         |                                                       |                                                       |                                                       |                                                       |                                                       |                                                       |                                     |                                     |                                     |                                     |                                     |                                     |                                           |                                           |                                           |                                           |                                             |                                             |                                             |                                             | | | | | | |                                                          |                                                          |                                                          |                                                          |                                                      |                                                      |                                                      |                                                      |  |  |  |  |                                         |                                         |                                         |                                         |                                         |                                         |  |  |                                                                             |                                                                             |                                                                             |                                                                             |                                                                             |                                                                             |  |  |  |  |  |  |  |  |  |  |  |  |  |  |  |  |
|  |  |                                             |                                             |                                             |                                             |                                             |                                             |  |  |                                                       |                                                       |                                                       |                                                       |                                                       |                                                       |  |  |                                                                                          |                                                                                          |                                                                                          |                                                                                          | Charlotte von Rothschild (1819-1884)                                                     | Charlotte von Rothschild (1819-1884)                                                     | Charlotte von Rothschild (1819-1884)   | Charlotte von Rothschild (1819-1884)   | Charlotte von Rothschild (1819-1884)                      | Charlotte von Rothschild (1819-1884)                      |                                                                 |                                                                 | Lionel de Rothschild (1808-1879) vedi ramo di Londra            | Lionel de Rothschild (1808-1879) vedi ramo di Londra            | Lionel de Rothschild (1808-1879) vedi ramo di Londra                        | Lionel de Rothschild (1808-1879) vedi ramo di Londra                        | Lionel de Rothschild (1808-1879) vedi ramo di Londra                        | Lionel de Rothschild (1808-1879) vedi ramo di Londra                        |                                                                             |                                                                             |                                                            |                                                            |                                                            |                                                            |                                                 |                                                 |                                  |                                  |                                  |                                  | Adeleheid von Rothschild (1853-1935) | Adeleheid von Rothschild (1853-1935) | Adeleheid von Rothschild (1853-1935) | Adeleheid von Rothschild (1853-1935) | Adeleheid von Rothschild (1853-1935) | Adeleheid von Rothschild (1853-1935) |                                         |                                         | Edmond de Rothschild (1845-1934) vedi ramo di Parigi  | Edmond de Rothschild (1845-1934) vedi ramo di Parigi  | Edmond de Rothschild (1845-1934) vedi ramo di Parigi  | Edmond de Rothschild (1845-1934) vedi ramo di Parigi  | Edmond de Rothschild (1845-1934) vedi ramo di Parigi  | Edmond de Rothschild (1845-1934) vedi ramo di Parigi  |                                     |                                     |                                     |                                     |                                     |                                     | Minna Caroline von Rothschild (1857-1903) | Minna Caroline von Rothschild (1857-1903) | Minna Caroline von Rothschild (1857-1903) | Minna Caroline von Rothschild (1857-1903) | Minna Caroline von Rothschild (1857-1903)   | Minna Caroline von Rothschild (1857-1903)   |                                             |                                             | Maximilian Benedict Goldschmidt (1843-1940) (Goldschmidt-Rothschild en 1878, baron von Goldschmidt-Rothschild en 1907) | Maximilian Benedict Goldschmidt (1843-1940) (Goldschmidt-Rothschild en 1878, baron von Goldschmidt-Rothschild en 1907) | Maximilian Benedict Goldschmidt (1843-1940) (Goldschmidt-Rothschild en 1878, baron von Goldschmidt-Rothschild en 1907) | Maximilian Benedict Goldschmidt (1843-1940) (Goldschmidt-Rothschild en 1878, baron von Goldschmidt-Rothschild en 1907) | Maximilian Benedict Goldschmidt (1843-1940) (Goldschmidt-Rothschild en 1878, baron von Goldschmidt-Rothschild en 1907) | Maximilian Benedict Goldschmidt (1843-1940) (Goldschmidt-Rothschild en 1878, baron von Goldschmidt-Rothschild en 1907) |                                                          |                                                          |                                                          |                                                          |                                                      |                                                      |                                                      |                                                      |  |  |  |  |                                         |                                         |                                         |                                         |                                         |                                         |  |  |                                                                             |                                                                             |                                                                             |                                                                             |                                                                             |                                                                             |  |  |  |  |  |  |  |  |  |  |  |  |  |  |  |  |
|  |  |                                             |                                             |                                             |                                             |                                             |                                             |  |  |                                                       |                                                       |                                                       |                                                       |                                                       |                                                       |  |  |                                                                                          |                                                                                          |                                                                                          |                                                                                          | Charlotte von Rothschild (1819-1884)                                                     | Charlotte von Rothschild (1819-1884)                                                     | Charlotte von Rothschild (1819-1884)   | Charlotte von Rothschild (1819-1884)   | Charlotte von Rothschild (1819-1884)                      | Charlotte von Rothschild (1819-1884)                      |                                                                 |                                                                 | Lionel de Rothschild (1808-1879) vedi ramo di Londra            | Lionel de Rothschild (1808-1879) vedi ramo di Londra            | Lionel de Rothschild (1808-1879) vedi ramo di Londra                        | Lionel de Rothschild (1808-1879) vedi ramo di Londra                        | Lionel de Rothschild (1808-1879) vedi ramo di Londra                        | Lionel de Rothschild (1808-1879) vedi ramo di Londra                        |                                                                             |                                                                             |                                                            |                                                            |                                                            |                                                            |                                                 |                                                 |                                  |                                  |                                  |                                  | Adeleheid von Rothschild (1853-1935) | Adeleheid von Rothschild (1853-1935) | Adeleheid von Rothschild (1853-1935) | Adeleheid von Rothschild (1853-1935) | Adeleheid von Rothschild (1853-1935) | Adeleheid von Rothschild (1853-1935) |                                         |                                         | Edmond de Rothschild (1845-1934) vedi ramo di Parigi  | Edmond de Rothschild (1845-1934) vedi ramo di Parigi  | Edmond de Rothschild (1845-1934) vedi ramo di Parigi  | Edmond de Rothschild (1845-1934) vedi ramo di Parigi  | Edmond de Rothschild (1845-1934) vedi ramo di Parigi  | Edmond de Rothschild (1845-1934) vedi ramo di Parigi  |                                     |                                     |                                     |                                     |                                     |                                     | Minna Caroline von Rothschild (1857-1903) | Minna Caroline von Rothschild (1857-1903) | Minna Caroline von Rothschild (1857-1903) | Minna Caroline von Rothschild (1857-1903) | Minna Caroline von Rothschild (1857-1903)   | Minna Caroline von Rothschild (1857-1903)   |                                             |                                             | Maximilian Benedict Goldschmidt (1843-1940) (Goldschmidt-Rothschild en 1878, baron von Goldschmidt-Rothschild en 1907) | Maximilian Benedict Goldschmidt (1843-1940) (Goldschmidt-Rothschild en 1878, baron von Goldschmidt-Rothschild en 1907) | Maximilian Benedict Goldschmidt (1843-1940) (Goldschmidt-Rothschild en 1878, baron von Goldschmidt-Rothschild en 1907) | Maximilian Benedict Goldschmidt (1843-1940) (Goldschmidt-Rothschild en 1878, baron von Goldschmidt-Rothschild en 1907) | Maximilian Benedict Goldschmidt (1843-1940) (Goldschmidt-Rothschild en 1878, baron von Goldschmidt-Rothschild en 1907) | Maximilian Benedict Goldschmidt (1843-1940) (Goldschmidt-Rothschild en 1878, baron von Goldschmidt-Rothschild en 1907) |                                                          |                                                          |                                                          |                                                          |                                                      |                                                      |                                                      |                                                      |  |  |  |  |                                         |                                         |                                         |                                         |                                         |                                         |  |  |                                                                             |                                                                             |                                                                             |                                                                             |                                                                             |                                                                             |  |  |  |  |  |  |  |  |  |  |  |  |  |  |  |  |
|  |  |                                             |                                             |                                             |                                             |                                             |                                             |  |  |                                                       |                                                       |                                                       |                                                       |                                                       |                                                       |  |  |                                                                                          |                                                                                          |                                                                                          |                                                                                          |                                                                                          |                                                                                          |                                        |                                        |                                                           |                                                           |                                                                 |                                                                 |                                                                 |                                                                 |                                                                             |                                                                             |                                                                             |                                                                             |                                                                             |                                                                             |                                                            |                                                            |                                                            |                                                            |                                                 |                                                 |                                  |                                  |                                  |                                  |                                      |                                      |                                      |                                      |                                      |                                      |                                         |                                         |                                                       |                                                       |                                                       |                                                       |                                                       |                                                       |                                     |                                     |                                     |                                     |                                     |                                     |                                           |                                           |                                           |                                           |                                             |                                             |                                             |                                             | | | | | | |                                                          |                                                          |                                                          |                                                          |                                                      |                                                      |                                                      |                                                      |  |  |  |  |                                         |                                         |                                         |                                         |                                         |                                         |  |  |                                                                             |                                                                             |                                                                             |                                                                             |                                                                             |                                                                             |  |  |  |  |  |  |  |  |  |  |  |  |  |  |  |  |
|  |  |                                             |                                             |                                             |                                             |                                             |                                             |  |  |                                                       |                                                       |                                                       |                                                       |                                                       |                                                       |  |  |                                                                                          |                                                                                          |                                                                                          |                                                                                          |                                                                                          |                                                                                          |                                        |                                        | Mayer Carl von Rothschild (1820-1886) vedi ramo di Londra | Mayer Carl von Rothschild (1820-1886) vedi ramo di Londra | Mayer Carl von Rothschild (1820-1886) vedi ramo di Londra       | Mayer Carl von Rothschild (1820-1886) vedi ramo di Londra       | Mayer Carl von Rothschild (1820-1886) vedi ramo di Londra       | Mayer Carl von Rothschild (1820-1886) vedi ramo di Londra       |                                                                             |                                                                             | Louise von Rothschild (1820-1894)                                           | Louise von Rothschild (1820-1894)                                           | Louise von Rothschild (1820-1894)                                           | Louise von Rothschild (1820-1894)                                           | Louise von Rothschild (1820-1894)                          | Louise von Rothschild (1820-1894)                          |                                                            |                                                            |                                                 |                                                 |                                  |                                  |                                  |                                  |                                      |                                      |                                      |                                      |                                      |                                      |                                         |                                         |                                                       |                                                       |                                                       |                                                       |                                                       |                                                       |                                     |                                     |                                     |                                     |                                     |                                     |                                           |                                           |                                           |                                           | Lili von Goldschmidt-Rothschild (1883-1925) | Lili von Goldschmidt-Rothschild (1883-1925) | Lili von Goldschmidt-Rothschild (1883-1925) | Lili von Goldschmidt-Rothschild (1883-1925) | Lili von Goldschmidt-Rothschild (1883-1925)                                                                            | Lili von Goldschmidt-Rothschild (1883-1925)                                                                            | | | Philipp Schey von Koromla (1881-1929) vedi ramo di Worms                                                               | Philipp Schey von Koromla (1881-1929) vedi ramo di Worms                                                               | Philipp Schey von Koromla (1881-1929) vedi ramo di Worms | Philipp Schey von Koromla (1881-1929) vedi ramo di Worms | Philipp Schey von Koromla (1881-1929) vedi ramo di Worms | Philipp Schey von Koromla (1881-1929) vedi ramo di Worms |                                                      |                                                      |                                                      |                                                      |  |  |  |  |                                         |                                         |                                         |                                         |                                         |                                         |  |  |                                                                             |                                                                             |                                                                             |                                                                             |                                                                             |                                                                             |  |  |  |  |  |  |  |  |  |  |  |  |  |  |  |  |
|  |  |                                             |                                             |                                             |                                             |                                             |                                             |  |  |                                                       |                                                       |                                                       |                                                       |                                                       |                                                       |  |  |                                                                                          |                                                                                          |                                                                                          |                                                                                          |                                                                                          |                                                                                          |                                        |                                        | Mayer Carl von Rothschild (1820-1886) vedi ramo di Londra | Mayer Carl von Rothschild (1820-1886) vedi ramo di Londra | Mayer Carl von Rothschild (1820-1886) vedi ramo di Londra       | Mayer Carl von Rothschild (1820-1886) vedi ramo di Londra       | Mayer Carl von Rothschild (1820-1886) vedi ramo di Londra       | Mayer Carl von Rothschild (1820-1886) vedi ramo di Londra       |                                                                             |                                                                             | Louise von Rothschild (1820-1894)                                           | Louise von Rothschild (1820-1894)                                           | Louise von Rothschild (1820-1894)                                           | Louise von Rothschild (1820-1894)                                           | Louise von Rothschild (1820-1894)                          | Louise von Rothschild (1820-1894)                          |                                                            |                                                            |                                                 |                                                 |                                  |                                  |                                  |                                  |                                      |                                      |                                      |                                      |                                      |                                      |                                         |                                         |                                                       |                                                       |                                                       |                                                       |                                                       |                                                       |                                     |                                     |                                     |                                     |                                     |                                     |                                           |                                           |                                           |                                           | Lili von Goldschmidt-Rothschild (1883-1925) | Lili von Goldschmidt-Rothschild (1883-1925) | Lili von Goldschmidt-Rothschild (1883-1925) | Lili von Goldschmidt-Rothschild (1883-1925) | Lili von Goldschmidt-Rothschild (1883-1925)                                                                            | Lili von Goldschmidt-Rothschild (1883-1925)                                                                            | | | Philipp Schey von Koromla (1881-1929) vedi ramo di Worms                                                               | Philipp Schey von Koromla (1881-1929) vedi ramo di Worms                                                               | Philipp Schey von Koromla (1881-1929) vedi ramo di Worms | Philipp Schey von Koromla (1881-1929) vedi ramo di Worms | Philipp Schey von Koromla (1881-1929) vedi ramo di Worms | Philipp Schey von Koromla (1881-1929) vedi ramo di Worms |                                                      |                                                      |                                                      |                                                      |  |  |  |  |                                         |                                         |                                         |                                         |                                         |                                         |  |  |                                                                             |                                                                             |                                                                             |                                                                             |                                                                             |                                                                             |  |  |  |  |  |  |  |  |  |  |  |  |  |  |  |  |
|  |  |                                             |                                             |                                             |                                             |                                             |                                             |  |  |                                                       |                                                       |                                                       |                                                       |                                                       |                                                       |  |  |                                                                                          |                                                                                          |                                                                                          |                                                                                          |                                                                                          |                                                                                          |                                        |                                        |                                                           |                                                           |                                                                 |                                                                 |                                                                 |                                                                 |                                                                             |                                                                             |                                                                             |                                                                             |                                                                             |                                                                             |                                                            |                                                            |                                                            |                                                            |                                                 |                                                 |                                  |                                  |                                  |                                  |                                      |                                      |                                      |                                      |                                      |                                      |                                         |                                         |                                                       |                                                       |                                                       |                                                       |                                                       |                                                       |                                     |                                     |                                     |                                     |                                     |                                     |                                           |                                           |                                           |                                           |                                             |                                             |                                             |                                             | | | | | | |                                                          |                                                          |                                                          |                                                          |                                                      |                                                      |                                                      |                                                      |  |  |  |  |                                         |                                         |                                         |                                         |                                         |                                         |  |  |                                                                             |                                                                             |                                                                             |                                                                             |                                                                             |                                                                             |  |  |  |  |  |  |  |  |  |  |  |  |  |  |  |  |
|  |  |                                             |                                             |                                             |                                             |                                             |                                             |  |  |                                                       |                                                       |                                                       |                                                       |                                                       |                                                       |  |  |                                                                                          |                                                                                          |                                                                                          |                                                                                          |                                                                                          |                                                                                          |                                        |                                        |                                                           |                                                           |                                                                 |                                                                 |                                                                 |                                                                 |                                                                             |                                                                             |                                                                             |                                                                             |                                                                             |                                                                             |                                                            |                                                            |                                                            |                                                            |                                                 |                                                 |                                  |                                  |                                  |                                  |                                      |                                      |                                      |                                      |                                      |                                      |                                         |                                         |                                                       |                                                       |                                                       |                                                       |                                                       |                                                       |                                     |                                     |                                     |                                     |                                     |                                     |                                           |                                           |                                           |                                           |                                             |                                             |                                             |                                             | | | | | | |                                                          |                                                          |                                                          |                                                          |                                                      |                                                      |                                                      |                                                      |  |  |  |  |                                         |                                         |                                         |                                         |                                         |                                         |  |  |                                                                             |                                                                             |                                                                             |                                                                             |                                                                             |                                                                             |  |  |  |  |  |  |  |  |  |  |  |  |  |  |  |  |
|  |  |                                             |                                             |                                             |                                             |                                             |                                             |  |  |                                                       |                                                       |                                                       |                                                       |                                                       |                                                       |  |  |                                                                                          |                                                                                          |                                                                                          |                                                                                          |                                                                                          |                                                                                          |                                        |                                        |                                                           |                                                           |                                                                 |                                                                 |                                                                 |                                                                 |                                                                             |                                                                             |                                                                             |                                                                             |                                                                             |                                                                             |                                                            |                                                            |                                                            |                                                            |                                                 |                                                 |                                  |                                  |                                  |                                  |                                      |                                      |                                      |                                      |                                      |                                      |                                         |                                         |                                                       |                                                       |                                                       |                                                       |                                                       |                                                       |                                     |                                     |                                     |                                     |                                     |                                     |                                           |                                           |                                           |                                           |                                             |                                             |                                             |                                             | | | | | | |                                                          |                                                          |                                                          |                                                          |                                                      |                                                      |                                                      |                                                      |  |  |  |  |                                         |                                         |                                         |                                         |                                         |                                         |  |  |                                                                             |                                                                             |                                                                             |                                                                             |                                                                             |                                                                             |  |  |  |  |  |  |  |  |  |  |  |  |  |  |  |  |
|  |  | Adelheid (Adèle) von Rothschild (1843-1922) | Adelheid (Adèle) von Rothschild (1843-1922) | Adelheid (Adèle) von Rothschild (1843-1922) | Adelheid (Adèle) von Rothschild (1843-1922) | Adelheid (Adèle) von Rothschild (1843-1922) | Adelheid (Adèle) von Rothschild (1843-1922) |  |  | Salomon de Rothschild (1835-1864) vedi ramo di Parigi | Salomon de Rothschild (1835-1864) vedi ramo di Parigi | Salomon de Rothschild (1835-1864) vedi ramo di Parigi | Salomon de Rothschild (1835-1864) vedi ramo di Parigi | Salomon de Rothschild (1835-1864) vedi ramo di Parigi | Salomon de Rothschild (1835-1864) vedi ramo di Parigi |  |  |                                                                                          |                                                                                          | Emma Louise von Rothschild (1844-1935)                                                   | Emma Louise von Rothschild (1844-1935)                                                   | Emma Louise von Rothschild (1844-1935)                                                   | Emma Louise von Rothschild (1844-1935)                                                   | Emma Louise von Rothschild (1844-1935) | Emma Louise von Rothschild (1844-1935) |                                                           |                                                           | Sir Nathan Mayer von Rothschild (1840-1915) vedi ramo di Londra | Sir Nathan Mayer von Rothschild (1840-1915) vedi ramo di Londra | Sir Nathan Mayer von Rothschild (1840-1915) vedi ramo di Londra | Sir Nathan Mayer von Rothschild (1840-1915) vedi ramo di Londra | Sir Nathan Mayer von Rothschild (1840-1915) vedi ramo di Londra             | Sir Nathan Mayer von Rothschild (1840-1915) vedi ramo di Londra             |                                                                             |                                                                             |                                                                             |                                                                             | Clementine Henriette von Rothschild (1845-1865)            | Clementine Henriette von Rothschild (1845-1865)            | Clementine Henriette von Rothschild (1845-1865)            | Clementine Henriette von Rothschild (1845-1865)            | Clementine Henriette von Rothschild (1845-1865) | Clementine Henriette von Rothschild (1845-1865) |                                  |                                  |                                  |                                  | Laura von Rothschild (1847-1931)     | Laura von Rothschild (1847-1931)     | Laura von Rothschild (1847-1931)     | Laura von Rothschild (1847-1931)     | Laura von Rothschild (1847-1931)     | Laura von Rothschild (1847-1931)     |                                         |                                         | Nathan von Rothschild (1844-1884) vedi ramo di Londra | Nathan von Rothschild (1844-1884) vedi ramo di Londra | Nathan von Rothschild (1844-1884) vedi ramo di Londra | Nathan von Rothschild (1844-1884) vedi ramo di Londra | Nathan von Rothschild (1844-1884) vedi ramo di Londra | Nathan von Rothschild (1844-1884) vedi ramo di Londra |                                     |                                     |                                     |                                     | Hannah von Rothschild (1850-1892)   | Hannah von Rothschild (1850-1892)   | Hannah von Rothschild (1850-1892)         | Hannah von Rothschild (1850-1892)         | Hannah von Rothschild (1850-1892)         | Hannah von Rothschild (1850-1892)         |                                             |                                             |                                             |                                             | Margarethe von Rothschild (1855-1905)                                                                                  | Margarethe von Rothschild (1855-1905)                                                                                  | Margarethe von Rothschild (1855-1905)                                                                                  | Margarethe von Rothschild (1855-1905)                                                                                  | Margarethe von Rothschild (1855-1905)                                                                                  | Margarethe von Rothschild (1855-1905)                                                                                  |                                                          |                                                          | Antoine Alfred Agénor de Gramont, XI Duca di Gramont     | Antoine Alfred Agénor de Gramont, XI Duca di Gramont     | Antoine Alfred Agénor de Gramont, XI Duca di Gramont | Antoine Alfred Agénor de Gramont, XI Duca di Gramont | Antoine Alfred Agénor de Gramont, XI Duca di Gramont | Antoine Alfred Agénor de Gramont, XI Duca di Gramont |  |  |  |  | Bertha Clara von Rothschild (1862-1903) | Bertha Clara von Rothschild (1862-1903) | Bertha Clara von Rothschild (1862-1903) | Bertha Clara von Rothschild (1862-1903) | Bertha Clara von Rothschild (1862-1903) | Bertha Clara von Rothschild (1862-1903) |  |  | Louis Philippe Marie Alexandre Berthier, III Principe de Wagram (1836-1911) | Louis Philippe Marie Alexandre Berthier, III Principe de Wagram (1836-1911) | Louis Philippe Marie Alexandre Berthier, III Principe de Wagram (1836-1911) | Louis Philippe Marie Alexandre Berthier, III Principe de Wagram (1836-1911) | Louis Philippe Marie Alexandre Berthier, III Principe de Wagram (1836-1911) | Louis Philippe Marie Alexandre Berthier, III Principe de Wagram (1836-1911) |  |  |  |  |  |  |  |  |  |  |  |  |  |  |  |  |
|  |  | Adelheid (Adèle) von Rothschild (1843-1922) | Adelheid (Adèle) von Rothschild (1843-1922) | Adelheid (Adèle) von Rothschild (1843-1922) | Adelheid (Adèle) von Rothschild (1843-1922) | Adelheid (Adèle) von Rothschild (1843-1922) | Adelheid (Adèle) von Rothschild (1843-1922) |  |  | Salomon de Rothschild (1835-1864) vedi ramo di Parigi | Salomon de Rothschild (1835-1864) vedi ramo di Parigi | Salomon de Rothschild (1835-1864) vedi ramo di Parigi | Salomon de Rothschild (1835-1864) vedi ramo di Parigi | Salomon de Rothschild (1835-1864) vedi ramo di Parigi | Salomon de Rothschild (1835-1864) vedi ramo di Parigi |  |  |                                                                                          |                                                                                          | Emma Louise von Rothschild (1844-1935)                                                   | Emma Louise von Rothschild (1844-1935)                                                   | Emma Louise von Rothschild (1844-1935)                                                   | Emma Louise von Rothschild (1844-1935)                                                   | Emma Louise von Rothschild (1844-1935) | Emma Louise von Rothschild (1844-1935) |                                                           |                                                           | Sir Nathan Mayer von Rothschild (1840-1915) vedi ramo di Londra | Sir Nathan Mayer von Rothschild (1840-1915) vedi ramo di Londra | Sir Nathan Mayer von Rothschild (1840-1915) vedi ramo di Londra | Sir Nathan Mayer von Rothschild (1840-1915) vedi ramo di Londra | Sir Nathan Mayer von Rothschild (1840-1915) vedi ramo di Londra             | Sir Nathan Mayer von Rothschild (1840-1915) vedi ramo di Londra             |                                                                             |                                                                             |                                                                             |                                                                             | Clementine Henriette von Rothschild (1845-1865)            | Clementine Henriette von Rothschild (1845-1865)            | Clementine Henriette von Rothschild (1845-1865)            | Clementine Henriette von Rothschild (1845-1865)            | Clementine Henriette von Rothschild (1845-1865) | Clementine Henriette von Rothschild (1845-1865) |                                  |                                  |                                  |                                  | Laura von Rothschild (1847-1931)     | Laura von Rothschild (1847-1931)     | Laura von Rothschild (1847-1931)     | Laura von Rothschild (1847-1931)     | Laura von Rothschild (1847-1931)     | Laura von Rothschild (1847-1931)     |                                         |                                         | Nathan von Rothschild (1844-1884) vedi ramo di Londra | Nathan von Rothschild (1844-1884) vedi ramo di Londra | Nathan von Rothschild (1844-1884) vedi ramo di Londra | Nathan von Rothschild (1844-1884) vedi ramo di Londra | Nathan von Rothschild (1844-1884) vedi ramo di Londra | Nathan von Rothschild (1844-1884) vedi ramo di Londra |                                     |                                     |                                     |                                     | Hannah von Rothschild (1850-1892)   | Hannah von Rothschild (1850-1892)   | Hannah von Rothschild (1850-1892)         | Hannah von Rothschild (1850-1892)         | Hannah von Rothschild (1850-1892)         | Hannah von Rothschild (1850-1892)         |                                             |                                             |                                             |                                             | Margarethe von Rothschild (1855-1905)                                                                                  | Margarethe von Rothschild (1855-1905)                                                                                  | Margarethe von Rothschild (1855-1905)                                                                                  | Margarethe von Rothschild (1855-1905)                                                                                  | Margarethe von Rothschild (1855-1905)                                                                                  | Margarethe von Rothschild (1855-1905)                                                                                  |                                                          |                                                          | Antoine Alfred Agénor de Gramont, XI Duca di Gramont     | Antoine Alfred Agénor de Gramont, XI Duca di Gramont     | Antoine Alfred Agénor de Gramont, XI Duca di Gramont | Antoine Alfred Agénor de Gramont, XI Duca di Gramont | Antoine Alfred Agénor de Gramont, XI Duca di Gramont | Antoine Alfred Agénor de Gramont, XI Duca di Gramont |  |  |  |  | Bertha Clara von Rothschild (1862-1903) | Bertha Clara von Rothschild (1862-1903) | Bertha Clara von Rothschild (1862-1903) | Bertha Clara von Rothschild (1862-1903) | Bertha Clara von Rothschild (1862-1903) | Bertha Clara von Rothschild (1862-1903) |  |  | Louis Philippe Marie Alexandre Berthier, III Principe de Wagram (1836-1911) | Louis Philippe Marie Alexandre Berthier, III Principe de Wagram (1836-1911) | Louis Philippe Marie Alexandre Berthier, III Principe de Wagram (1836-1911) | Louis Philippe Marie Alexandre Berthier, III Principe de Wagram (1836-1911) | Louis Philippe Marie Alexandre Berthier, III Principe de Wagram (1836-1911) | Louis Philippe Marie Alexandre Berthier, III Principe de Wagram (1836-1911) |  |  |  |  |  |  |  |  |  |  |  |  |  |  |  |  |

## Elevamento a Baroni
Nel 1822, fu concesso ad ognuno dei cinque fratelli Rothschild a capo delle banche di famiglia in varie parti d'Europa, il titolo di barone o Freiherr da Francesco I d'Austria, precedentemente Francesco II, ultimo Sacro romano imperatore. Come tale, i membri della famiglia di Napoli usavano "von" Rothschild per riconoscere la concessione di nobiltà.

## Coinvolgimento nella finanza e nell'industria
Carl von Rothschild sviluppò un buon rapporto di lavoro con Luigi de' Medici di Ottajano, il "Direttore della Segreteria di Azienda del Regno di Napoli" (ministro delle Finanze), e con il suo intervento divenne la casa bancaria dominante a Napoli. Come risultato del successo di Carl, i Rothschild ebbero una consistente presenza bancaria in Inghilterra e in altre tre grandi capitali europee, dando alla famiglia notevole influenza e un vantaggio rispetto ai loro concorrenti. Durante l'inverno del 1826, Leopoldo di Sassonia-Coburgo, futuro Re del Belgio fu ospite di Carl von Rothschild nella sua villa a Napoli. Nel 1829, fu nominato console generale di Sicilia, a Francoforte
La banca C M de Rothschild & Figli dispose prestiti consistenti allo Stato della Chiesa e ai vari re di Napoli, oltre al Ducato di Parma e al Granducato di Toscana. Tuttavia, nel 1831, Napoli seguì la Spagna con un graduale passaggio dalla emissione di obbligazioni convenzionali che cominciarono ad incidere sulla crescita e la redditività della banca. Durante la seconda metà del 1840 l'attività non evidenzia alcuna crescita e il profitto fu solo marginario.
L'anno 1855 portò notevoli cambiamenti per la famiglia Rothschild, con la morte del capofamiglia sia del ramo di Napoli che di quello tedesco. Dei tre figli di Carl von Rothschild, il maggiore, Mayer, e il minore, Wilhelm, successero allo zio Amschel Mayer von Rothschild a Francoforte, che non aveva avuto figli, mentre il figlio mezzano Adolf accettò a malincuore di occuparsi della sede di Napoli. I negoziati di successione furono segnati da rancori notevoli, verso il cugino Anselm von Rothschild, allora capo della Famiglia di banchieri Rothschild d'Austria.

## Chiusura della filiale di Napoli
Tuttavia, gli interessi di tutte le famiglie di banchieri Rothschild attraverso l'Europa furono negativamente influenzati in modo molto importante da tre eventi storici:
1. I moti del 1848;
2. La Grande depressione del decennio 1930
3. Il Nazismo alla fine del 1930 durante la seconda guerra mondiale.

La fine della filiale di Napoli cominciò quando Giuseppe Garibaldi giunse a Napoli il 7 settembre 1860 e insediò un governo provvisorio. A causa delle strette connessioni politiche della famiglia con l'Austria e la Francia, Adolf von Rothschild si trovò in difficoltà. Scelse di rifugiarsi temporaneamente a Gaeta con il re Francesco II delle Due Sicilie, ma i casati Rothschild a Londra, Parigi e Vienna non erano preparati a sostenere finanziariamente il re deposto. Dopo l'unificazione d'Italia, e stante una crescente tensione tra Adolf e il resto della famiglia, dopo 42 anni di attività il casato di Napoli chiuse nel 1863.
Mathilde Hannah von Rothschild (1832–1924), del ramo austriaco della famiglia, che sposò Wilhelm Carl von Rothschild di Napoli/Francoforte, fondò e rifornì la Biblioteca Rothschild a Francoforte sul Meno come un ente pubblico. Nel 1901, al momento della chiusura della sede Rothschild di Francoforte, ebbero luogo dispute familiari riguardanti la disposizione degli archivi del casato di Napoli. Alphonse James de Rothschild osteggiò l'idea di preservare i documenti alla Biblioteca Rothschild a Francoforte ed alla fine fu concordato che tutti i registri della filiale di Napoli fossero distrutti.
I membri della famiglia Rothschild di Napoli includono:
- Adèle Hannah Rothschild (1843–1922)
- Adolf von Rothschild (1823–1900)
- Charlotte von Rothschild (1819–1884)
- Carl Mayer von Rothschild (1788–1855)
- Mayer Carl von Rothschild (1820–1886)
- Wilhelm Carl von Rothschild (1828–1901)
- Margaretha Alexandrine de Rothschild (1855–1905)

Tutti i rami della famiglia di banchieri Rothschild sono famosi per le loro collezioni d'arte ed il numero delle loro sontuose proprietà. Poiché il ramo di Napoli comprendeva solo due membri della famiglia, il padre Carl Mayer von Rothschild ed il figlio Adolf, l'unica grande proprietà che occuparono fu la Villa Pignatelli a Napoli, con una vista spettacolare del Vesuvio, acquisita nel 1841.